# Ocrepeira comaina
Ocrepeira comaina är en spindelart som beskrevs av Claude Lévi 1993. Ocrepeira comaina ingår i släktet Ocrepeira och familjen hjulspindlar.
Artens utbredningsområde är Peru. Inga underarter finns listade i Catalogue of Life.